# Lijst van voetbalinterlands Australië - Oezbekistan
Deze lijst van voetbalinterlands is een overzicht van alle officiële voetbalwedstrijden tussen de nationale teams van Australië en Oezbekistan. De landen speelden tot op heden vijf keer tegen elkaar, te beginnen met een kwalificatiewedstrijd voor het Wereldkampioenschap voetbal 2010 op 10 september 2008 in Tasjkent. Het laatste duel, een groepswedstrijd tijdens de Azië Cup 2023, vond plaats in Al Wakrah (Qatar) op 23 januari 2023.

## Wedstrijden
| № | Plaats    | Datum             | Competitie           | Wedstrijd               | Uitslag |
| - | --------- | ----------------- | -------------------- | ----------------------- | ------- |
| 1 | Tasjkent  | 10 september 2008 | WK 2010 kwalificatie | Oezbekistan – Australië | 0 – 1   |
| 2 | Sydney    | 1 april 2009      | WK 2010 kwalificatie | Australië – Oezbekistan | 2 – 0   |
| 3 | Doha      | 28 januari 2011   | Azië Cup 2011        | Oezbekistan – Australië | 0 – 6   |
| 4 | Al Ain    | 21 januari 2019   | Azië Cup 2019        | Australië − Oezbekistan | 0 − 0   |
| 5 | Al Wakrah | 23 januari 2024   | Azië Cup 2023        | Australië − Oezbekistan | 1 − 1   |

## Samenvatting
| Competitie      | Totaal gespeeld | Winst Australië | Gelijk | Winst Oezbekistan | Doelsaldo Australië – Oezbekistan |
| --------------- | --------------- | --------------- | ------ | ----------------- | --------------------------------- |
| WK-kwalificatie | 2               | 2               | 0      | 0                 | 3 − 0                             |
| Azië Cup        | 3               | 1               | 2      | 0                 | 7 − 1                             |
| Totaal          | 5               | 3               | 2      | 0                 | 10 − 1                            |

Wedstrijden bepaald door strafschoppen worden, in lijn met de FIFA, als een gelijkspel gerekend.

## Details

### Derde ontmoeting
| Azië Cup 2011 (Doha, Qatar, 28 januari 2011): |       | |
| Oezbekistan                                   | 0 – 6 | Australië                                                                                               |
|                                               | goals | 5' Harry Kewell 35' Saša Ognenovski 65' David Carney 73' Brett Emerton 82' Carl Valeri 83' Robbie Kruse |